# Корумду (Тюпский район)
Корумду (кирг. Корумду) — село в Тюпском районе Иссык-Кульской области Кыргызстана. Входит в состав Талды-Сууского аильного округа. Код СОАТЕ — 41702 225 876 04 0.

## Население
По данным переписи 2009 года, в селе проживало 1794 человек.

## Известные уроженцы
- Джунушалиев, Джениш Джунушалиевич (1935—2016) — киргизский и советский учёный-историк, член-корреспондент Национальной академии наук Киргизской Республики, профессор, доктор исторических наук. Заслуженный работник культуры Киргизской ССР (1982). Заслуженный деятель науки Киргизской Республики (2000).